# Dyanfres Douglas Chagas Matos
Dyanfres Douglas Chagas Matos, conocido deportivamente como Douglas (Morros, Maranhão, 30 de diciembre de 1987), es un exfutbolista brasileño que jugaba de delantero.

## Carrera
Douglas firmó para Tokushima Vortis en julio de 2010. Hizo su debut en la J2 League el 25 de julio de 2010 ante Tokyo Verdy. Marcó su primer gol para el club el 22 de agosto de ese mismo año a Giravanz Kitakyushu. En 2015, fue cedido a préstamo a Sanfrecce Hiroshima de la J1 League. Además, fue nominado en el J. League Best XI. Con este equipo logró ganar el primer título de su carrera profesional al obtener la J1 League 2015, que le permitió disputar la Copa Mundial de Clubes de la FIFA 2015. En dicha competición, Douglas disputó los cuatro partidos que jugó el Sanfrecce y anotó un doblete en el partido ante Guangzhou Evergrande, que sirvió para que el conjunto de la ciudad de Hiroshima alcance el tercer lugar. A principios de 2016, Douglas abandonó al equipo púrpura y se fue a los Emiratos Árabes Unidos para firmar con el Al-Ain.

## Trayectoria

### Clubes
| Club                           | País                   | Año       |
| ------------------------------ | ---------------------- | --------- |
| Madureira E. C.                | Brasil                 | 2008      |
| Figueirense F. C.              | Brasil                 | 2009-2013 |
| Tokushima Vortis (préstamo)    | Japón                  | 2010-2013 |
| Tokushima Vortis               | Japón                  | 2014-2016 |
| Kyoto Sanga (préstamo)         | Japón                  | 2014      |
| Sanfrecce Hiroshima (préstamo) | Japón                  | 2015      |
| Al-Ain F. C.                   | Emiratos Árabes Unidos | 2016-2018 |
| Alanyaspor                     | Turquía                | 2018      |
| Shimizu S-Pulse                | Japón                  | 2018-2019 |
| Vissel Kobe                    | Japón                  | 2020-2021 |
| Kashiwa Reysol                 | Japón                  | 2022-2023 |

## Estadísticas

### Clubes
- Actualizado hasta el 19 de octubre de 2016

| Club | Div.          | Temporada     | Liga  | Liga  | Liga   | Copas nacionales(1) | Copas nacionales(1) | Copas nacionales(1) | Copas internacionales(2) | Copas internacionales(2) | Copas internacionales(2) | Total | Total | Total  | Media goleadora(3) |
| Club | Div.          | Temporada     | Part. | Goles | Asist. | Part.               | Goles               | Asist.              | Part.                    | Goles                    | Asist.                   | Part. | Goles | Asist. | Media goleadora(3) |
| --- | ------------- | ------------- | ----- | ----- | ------ | ------------------- | ------------------- | ------------------- | ------------------------ | ------------------------ | ------------------------ | ----- | ----- | ------ | ------------------ |
| Figueirense · Brasil |               |               |       |       |        |                     |                     |                     |                          |                          |                          |       |       |        |                    |
| 2.ª | 2009          | 7             | 1     | 0     | 0      | 0                   | 0                   | —                   | —                        | —                        | 7                        | 1     | 0     | 0,14   |                    |
| 2.ª | 2010          | 1             | 0     | 0     | 0      | 0                   | 0                   | —                   | —                        | —                        | 1                        | 0     | 0     | 0,00   |                    |
| Total club | Total club    | 8             | 1     | 0     | 0      | 0                   | 0                   | 0                   | 0                        | 0                        | 8                        | 1     | 0     | 0,13   |                    |
| Tokushima Vortis Japón |               |               |       |       |        |                     |                     |                     |                          |                          |                          |       |       |        |                    |
| 2.ª | 2010          | 13            | 4     | 1     | 0      | 0                   | 0                   | —                   | —                        | —                        | 13                       | 4     | 1     | 0,31   |                    |
| 2.ª | 2011          | 22            | 4     | 1     | 0      | 0                   | 0                   | —                   | —                        | —                        | 22                       | 4     | 1     | 0,18   |                    |
| 2.ª | 2012          | 28            | 4     | 7     | 1      | 1                   | 0                   | —                   | —                        | —                        | 29                       | 5     | 7     | 0,17   |                    |
| 2.ª | 2013          | 31            | 13    | 4     | 0      | 0                   | 0                   | —                   | —                        | —                        | 31                       | 13    | 4     | 0,42   |                    |
| 1.ª | 2014          | 13            | 0     | 0     | 3      | 3                   | 0                   | —                   | —                        | —                        | 16                       | 3     | 0     | 0,19   |                    |
| Total club | Total club    | 107           | 25    | 13    | 4      | 4                   | 0                   | 0                   | 0                        | 0                        | 111                      | 29    | 13    | 0,26   |                    |
| Kyoto Sanga Japón |               |               |       |       |        |                     |                     |                     |                          |                          |                          |       |       |        |                    |
| 2.ª | 2014          | 9             | 4     | 0     | 0      | 0                   | 0                   | —                   | —                        | —                        | 9                        | 4     | 0     | 0,44   |                    |
| Total club | Total club    | 9             | 4     | 0     | 0      | 0                   | 0                   | 0                   | 0                        | 0                        | 9                        | 4     | 0     | 0,44   |                    |
| Sanfrecce Hiroshima Japón |               |               |       |       |        |                     |                     |                     |                          |                          |                          |       |       |        |                    |
| 1.ª | 2015          | 35            | 22    | 8     | 6      | 1                   | 0                   | 4                   | 2                        | 1                        | 45                       | 25    | 9     | 0,56   |                    |
| Total club | Total club    | 35            | 22    | 8     | 6      | 1                   | 0                   | 4                   | 2                        | 1                        | 45                       | 25    | 9     | 0,56   |                    |
| Al-Ain · Emiratos Árabes Unidos |               |               |       |       |        |                     |                     |                     |                          |                          |                          |       |       |        |                    |
| 1.ª | 2015-16       | 10            | 9     | 3     | —      | —                   | —                   | 8                   | 4                        | 0                        | 18                       | 13    | 3     | 0,72   |                    |
| 1.ª | 2016-17       | 2             | 3     | 0     | —      | —                   | —                   | 3                   | 1                        | 0                        | 5                        | 4     | 0     | 0,80   |                    |
| Total club | Total club    | 12            | 12    | 3     | 0      | 0                   | 0                   | 11                  | 5                        | 0                        | 23                       | 17    | 3     | 0,74   |                    |
| Total carrera | Total carrera | Total carrera | 171   | 64    | 24     | 10                  | 5                   | 0                   | 15                       | 7                        | 1                        | 196   | 76    | 25     | 0,39               |
| (1) Incluye datos de Copa de Brasil (2009-2010), Copa del Emperador (2010-2015), Copa J. League (2014-2015) y Copa Presidente de Emiratos Árabes Unidos (2016). (2) Incluye datos de Liga de Campeones de la AFC (2016) y Copa Mundial de Clubes de la FIFA (2015). (3) No incluye goles en partidos amistosos. |               |               |       |       |        |                     |                     |                     |                          |                          |                          |       |       |        |                    |

## Palmarés

### Títulos nacionales
| Título             | Club                | País  | Año  |
| ------------------ | ------------------- | ----- | ---- |
| J1 League          | Sanfrecce Hiroshima | Japón | 2015 |
| Supercopa de Japón | Vissel Kobe         | Japón | 2020 |

### Distinciones individuales
| Distinción        | Año  |
| ----------------- | ---- |
| J. League Best XI | 2015 |